# 株券発行会社
株券発行会社（かぶけんはっこうがいしゃ）とは、その株式（種類株式発行会社にあっては全部の種類の株式）に係る株券を発行する旨の定款の定めがある株式会社のことである（会社法117条7項かっこ書き）。

## 概要
株式会社においては株券の不発行が原則であり（会社法214条）、定款で株券を発行すると特に定めなければ発行する必要がない。定款に株券発行の定めがあれば、現実には交付していないとしても株券発行会社と呼ばれる。また、株券発行の定めがない会社のことを株券不発行会社と呼び、前述のような定款に発行の定めはあるが現実に発行していない会社を、株券不発行会社とは呼ばない。
なお、会社法施行の経過措置として、会社法施行時（2006年5月1日）に存在する株式会社の定款に株券を発行しない旨の定めがない場合、その会社の定款には、株券を発行する旨の定めがあるものとみなされる（会社法の施行に伴う関係法律の整備等に関する法律76条4項）。

## 特徴
- 株券発行会社の株主や登録株式質権者は、株式会社に対し、当該株主や登録株式質権者についての株主名簿記載事項を記載した書面の交付を求めることができない（会社法122条4項、会社法149条4項）。
- 株券発行会社の株式の譲渡や質入れは、当該株式に係る株券を交付しなければ効力を生じない（会社法128条1項、会社法146条2項）。また、株券の発行前にした譲渡は、株券発行会社に対して効力を生じない（会社法128条2項）。
- 株券発行会社の株式の質権者は、継続して株券を占有しなければ、その質権を株券発行会社や第三者に対抗することができない（会社法147条2項）。
- 株券発行会社は株式等振替制度を利用することができない。（社債、株式等の振替に関する法律128条）

## 歴史
平成16年改正以前の商法(旧商法226条1項)では、すべての株式会社が株券の発行を義務付けられていた。しかし、非公開会社の場合、株式移転の必要性がほとんど無い為株券発行の必要性は薄いため、現実には発行しない会社も多かった。また公開会社で大会社の場合、株券発行費用の負担が大きいほか、大量の株式譲渡をした際には大量の株券を移送するという物理的困難も付きまとうため、本来、株式譲渡の簡便性や安全性を保障する株券自体が取引の安全や取引迅速を害するという矛盾が出てきていた。この矛盾を解消するため、株券保管振替制度や株券不所持制度（旧商法226条2項）など複雑な制度を利用しているのが当時の状況だった。
そこで、2004年（平成16年）の商法改正により、株券は原則不発行とし、定款で定めた場合のみ株券の発行が可能であると改め、定めたとしても非公開会社は株主の請求があるまで株券を発行しないことができると定めた。2005年（平成17年）成立の会社法においてもこの原則は引き継がれている。